# Temporada de furacões no Atlântico de 1858
A temporada de furacões no Atlântico de 1858 foi uma das três únicas temporadas de furacões no Atlântico registradas em que cada ciclone tropical se intensificou em um furacão (as outras foram em 1852 e 1884). O primeiro furacão foi observado pela primeira vez sobre o noroeste do Mar do Caribe em 12 de junho. A sexta e última tempestade foi observada pela última vez em 26 de outubro. Essas datas se enquadram no período de maior atividade de ciclones tropicais no Atlântico. Três ciclones tropicais durante a temporada existiram simultaneamente. Dois dos ciclones têm apenas um único ponto conhecido em sua trajetória devido à escassez de dados. Operacionalmente, acredita-se que outro ciclone tropical tenha existido sobre o Atlântico oriental entre 17 de setembro e 18 de setembro, mas o HURDAT – o banco de dados oficial de furacões no Atlântico – exclui esse sistema. No entanto, na ausência de satélites modernos e outras tecnologias de sensoriamento remoto, apenas os ciclones que afetaram áreas terrestres povoadas ou encontraram navios no mar são atualmente conhecidos, portanto, o total real pode ser maior. Um viés de subcontagem de zero a quatro ciclones tropicais por ano entre 1886 e 1910 foi estimado. Dos seis ciclones atlânticos conhecidos de 1858, cinco foram documentados pela primeira vez em 1995 por Jose Fernandez-Partagas e Henry Diaz.
O primeiro sistema foi descoberto no oeste do Mar do Caribe em 12 de junho. Tinha uma trilha de ponto único. Outro ciclone tropical foi observado pela primeira vez no norte do Oceano Atlântico em 5 de agosto e também tinha uma trilha de ponto único. Em 14 de setembro, o próximo sistema foi observado no sudeste do Golfo do México. Várias horas depois, a tempestade atingiu a Flórida, causando graves danos às plantações. Ventos fortes e mar agitado foram relatados por navios e em terra, principalmente no Maine. A tempestade se dissipou em 17 de setembro. Nesse mesmo dia, outro ciclone tropical se desenvolveu sobre o Atlântico central. A tempestade virou o barco Phantom, embora ninguém tenha se afogado. O próximo furacão se desenvolveu nas Bahamas em 22 de setembro, mas causou poucos danos, apesar de sua proximidade com a terra. Em 21 de outubro, o sexto e último sistema da temporada foi observado pela primeira vez nas Bahamas. A tempestade trouxe inundações costeiras para Nassau e Bermudas no final de sua duração, antes de se dissipar em 26 de outubro.

## Sistemas

### Furacão Um
Em 12 de junho, o brigue LH Sampson encontrou um furacão no noroeste do Mar do Caribe. A embarcação sofreu alguns danos. A tempestade era um furacão categoria 1 na escala de ventos de furacões Saffir-Simpson dos dias modernos, com base em ventos de 130 km/h (80 mph) observado pelo LH Sampson.

### Furacão Dois
Uma furacão categoria 1 foi observado pela primeira vez por volta de 940 km a oeste-noroeste da ilha do Corvo nos Açores em 5 de agosto, com base em relatórios de dois navios, o Shelter e o AZGreenland. Outro navio que encontrou a tempestade, o Magistrate, foi abandonado.

### Furacão Três
A barca Cavallo encontrou experimentou um clima severo no leste do Golfo do México entre 13 de setembro e 15 de setembro. Acredita-se que uma tempestade tropical se desenvolveu em 14 de setembro. Movendo-se para o nordeste, a tempestade atingiu a costa perto da atual Palmetto, Flórida, às 15h. UTC, com ventos de 110 km/h (70 mph). Ao cruzar o estado, a tempestade trouxe danos graves. Os navios permaneceram nos portos fluviais do estado e em St. Marys, na Geórgia. Depois de emergir no Oceano Atlântico perto de Oak Hill, Flórida, no início de 15 de setembro, o sistema atingiu o status de furacão várias horas depois. Pouco tempo depois, a tempestade se intensificou em um furacão categoria 2, pico com ventos de 169 km/h (105 mph). Em setembro Em 16 de novembro, o furacão passou pela costa da Carolina do Norte e depois enfraqueceu para um furacão categoria 1 enquanto a leste dos estados do Médio Atlântico.
Às 17:00 UTC em setembro Em 16 de dezembro, a tempestade atingiu a costa perto de East Hampton, Nova York , com ventos de 130 km/h (80 mph). Cerca de uma hora depois, atingiu novamente a oeste de Groton, Connecticut, com ventos de 121 km/h (75 mph). No início de setembro Em 17 de novembro, o sistema enfraqueceu para uma tempestade tropical e se dissipou sobre o Golfo de São Lourenço várias horas depois. Partes dessa tempestade foram descritas pela primeira vez por David M. Ludlum, que a chamou de Tempestade Tropical da Nova Inglaterra de 1858. No entanto, as leituras do barômetro feitas em Sag Harbor, Nova York e Providence, Rhode Island, juntamente com relatórios de navios e velocidades do vento registradas em Bangor, Maine e Nantucket, Massachusetts, concluem que o sistema atingiu a intensidade do furacão. No Maine, ocorreram fortes vendavais, com Bangor relatando ter "um dos mais fortes em anos". Árvores e chaminés caíram em todo o sudeste do estado. Também houve danos menores no transporte em Belfast.

### Furacão Quatro
Em 17 de setembro, um furacão foi observado no meio do Atlântico pela barca Phantom. Mais tarde naquele dia, o Phantom afundou, embora toda a tripulação tenha sobrevivido. Eles descreveram o sistema como um "furacão perfeito" com uma calmaria por volta da meia-noite de 17 de setembro antes que o vento mudasse de direção e soprasse com mais força do que antes. O furacão continuou viajando na direção noroeste e entre 22 de setembro e a noite de 23 de setembro foi encontrado pelo Hudson, a cidade de Washington e o latido Lanark. O sistema enfraqueceu para uma tempestade tropical no início de 24 de setembro e se dissipou mais tarde naquele dia por volta de 610 mi (980 km) a leste de Cape Race, Newfoundland. Até a reanálise, essa tempestade era considerada dois sistemas separados, inclusive no estudo de 1995 de Partagas e Diaz. No entanto, eles afirmaram que mais informações poderiam indicar uma única tempestade.

### Furacão Cinco
Com base em relatórios da barca Wh H. Chandler, uma tempestade tropical se desenvolveu nas Bahamas perto de Acklins em 22 de setembro. Movendo-se para o norte, a tempestade se fortaleceu em um furacão categoria 1 às 12:00 UTC no dia seguinte. Mais tarde, em setembro Em 23 de novembro, o Harkaway notou um "furacão severo" nas Bermudas, embora o relatório tenha sido considerado "duvidoso" devido à distância da tempestade da ilha. O furacão continuou para o norte e foi observado pela última vez cerca de 320 km (200 mi) a leste da Virgínia em 25 de setembro, depois que o Priscilla observou ventos sustentados de 140 km/h (90 mph).

### Furacão Seis
O último ciclone tropical conhecido da temporada foi observado pela primeira vez pelo brigue Sea Lark em 21 de outubro, enquanto localizado ao norte de Inagua, nas Bahamas. Ao longo das Bahamas, tempestades atingiram algumas ilhas. Em Nassau, vários navios foram levados para terra, partes da cidade foram inundadas e edifícios ao longo da costa sofreram danos. A tempestade moveu-se para nordeste e se tornou um furacão às 12:00 UTC em 22 de outubro. cerca de 24 horas depois, o furacão se aprofundou em um furacão categoria 2. Mais tarde em 23 de outubro, passou a oeste das Bermudas. Ventos fortes e mar agitado foram observados na ilha, causando danos a várias embarcações. Pico com ventos de 169 km/h (105 mph), a tempestade começou a enfraquecer, caindo para a categoria 1 intensidade em 25 de outubro. Ele enfraqueceu para uma tempestade tropical no início do dia seguinte e se dissipou horas depois, quando localizado a cerca de 195 milhas (315 km) leste-sudeste da Ilha Sable.